# Sarah Roy
Sarah Roy, née le 27 février 1986 à Sydney, est une coureuse cycliste professionnelle australienne. C'est une sprinteuse.

## Biographie
Elle grandit à Concord. Elle pratique le triathlon puis se tourne vers le cyclisme en 2009. Elle se blesse à la hanche et au genou et doit arrêter sa pratique en 2010 et 2011. L'année suivante, Natalie Bates devient son entraîneuse.
En 2014, elle intègre l'équipe australienne Orica-AIS.

### 2016
En 2016, elle s'échappe lors la quatrième étape du Boels Ladies Tour avec neuf autres coureuses avant de les battre au sprint.

### 2017
En 2017, au Tour de l'île de Chongming, elle est troisième de la première étape au sprint, puis quatrième de la troisième étape. Elle finit quatrième du classement général final. À la fin du mois de mai, elle s'impose au sprint au Grand Prix Cham-Hagendorn. Au Women's Tour, sur la quatrième étape, Shara Gillow attaque. Elle est accompagnée de Leah Kirchmann et Sarah Roy. Leah Kirchmann gagne le sprint intermédiaire quand le groupe a environ deux minutes d'avance. Christine Majerus rejoint ensuite la tête de la course au kilomètre soixante-treize. À dix kilomètres de la ligne, Shara Gillow ne peut plus suivre le rythme imprimé. Christine Majerus et Sarah Roy lâchent ensuite Leah Kirchmann. Au sprint, Sarah Roy bat Christine Majerus,.
Au Grand Prix de Plouay, l'équipe mise sur un sprint. Sarah Roy gagne le sprint du peloton et est donc troisième derrière Elizabeth Deignan et Pauline Ferrand-Prévot.

### 2018
Sur Gooik-Geraardsbergen-Gooik, Sarah Roy attaque à Grammont. Dans le Bosberg, Gracie Elvin part en contre. Elles font la jonction et réalise alors un contre-la-montre par équipes à deux. Elles s'imposent avec plus de six minutes d'avance, Sarah Roy passant la ligne en premier.
Au Women's Tour, lors de la troisième étape, Sarah Roy s'impose tout en puissance en remontant Marianne Vos,,.

### 2019

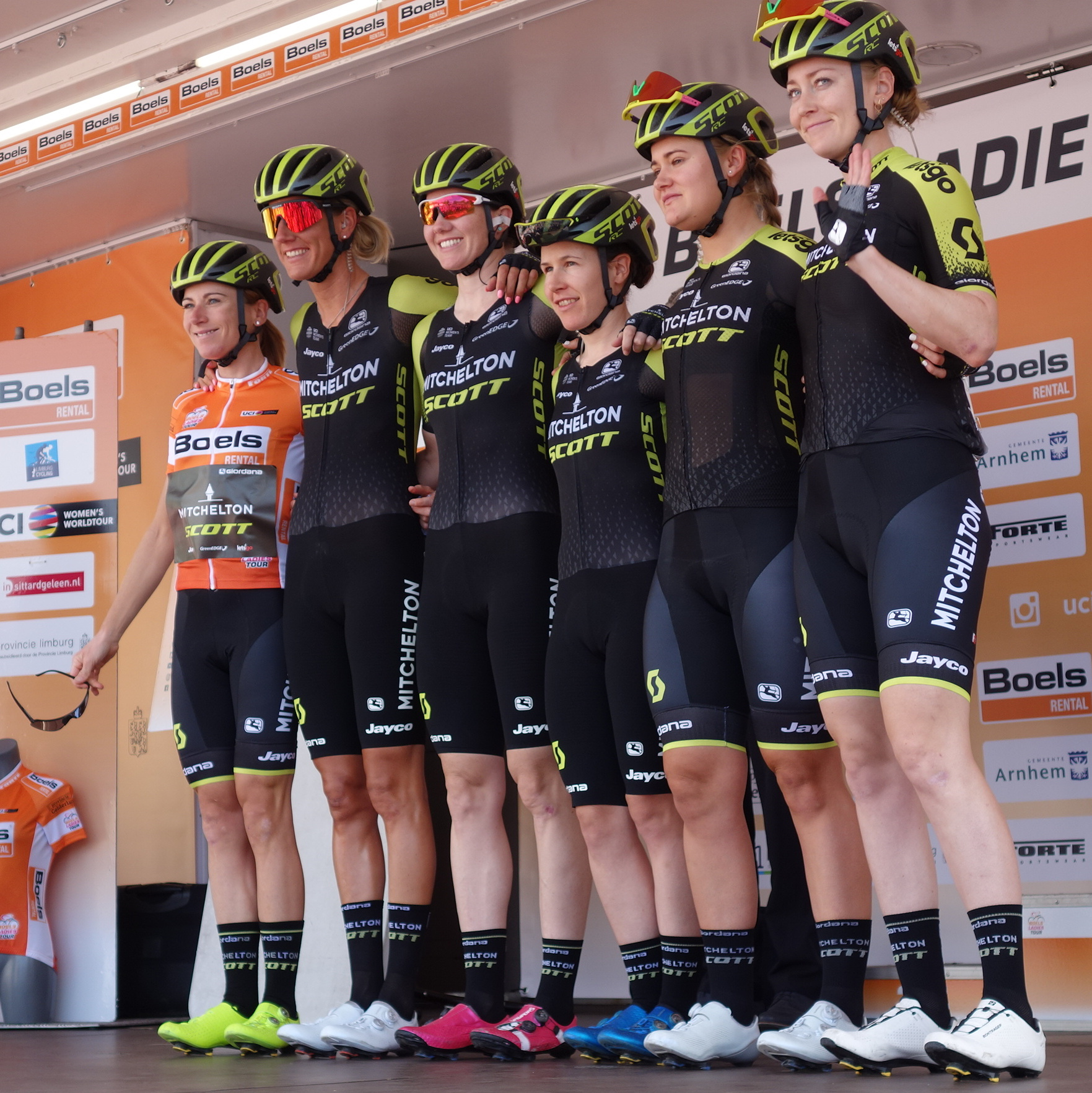
Équipe au Boels Ladies Tour, Sarah Roy est troisième en partant de la gauche

Au Women's Tour, Sarah Roy est troisième de la deuxième étape au sprint puis cinquième le lendemain. Sur la quatrième étape, au kilomètre trente, Sarah Roy attaque. Elle est ensuite rejointe par Femke Markus et Charlotte Becker Elles comptent jusqu'à huit minutes quarante d'avance. Un regroupement général a néanmoins lieu dans les dix derniers kilomètres.

### 2020
Lors de Gand-Wevelgem, Sarah Roy fait partie du groupe de onze coureuses à s'extraire du peloton sur le dernier passage du mont Kemmel. Elle est quatrième du sprint. Au Tour des Flandres, Sarah Roy est cinquième au sprint. Elle est ensuite quatrième, toujours au sprint, des Trois Jours de La Panne.

### 2021
Sur la course en ligne des championnats d'Australie, Sarah Roy s'impose. Elle se classe huitième du sprint à Gand-Wevelgem.

## Palmarès sur route

### Palmarès par années
- 2014
  -  Championne d'Australie du critérium
- 2016
  - 4e étape du Boels Ladies Tour
  - 2e de Keukens Van Lommel Ladies Classic
  - 3e du Grand Prix Cham-Hagendorn
- 2017
  - Grand Prix Cham-Hagendorn
  - 4e étape de The Women's Tour
  - 3e du Omloop van het Hageland
  - 3e du Grand Prix de Plouay
- 2018
  - Gooik-Geraardsbergen-Gooik
  - 3e étape du Women's Tour
  - 2e de l'Omloop van de IJsseldelta
  - 9e de la Madrid Challenge by La Vuelta
- 2019
  - Classique féminine de Navarre
  - 3e du championnat d'Australie sur route
- 2020
  - 4e de Gand-Wevelgem
  - 4e des Trois Jours de La Panne
  - 5e du Tour des Flandres
  - 7e de La Madrid Challenge by La Vuelta
- 2021
  -  Championne d'Australie sur route
- 2022
  -  Médaillée de bronze du championnat du monde du contre-la-montre par équipes en relais mixte
  -  Médaillée de bronze de la course en ligne aux Jeux du Commonwealth
  - 10e du Tour de Drenthe
- 2024
  - 2e étape du Tour de Bretagne
  - 8e de la Deakin University Elite Women’s Road Race

### Résultats sur les grands tours

#### Tour d'Italie
10 participations
- 2015 : abandon (6e étape)
- 2017 : 96e
- 2018 : 101e
- 2019 : 106e
- 2020 : 75e
- 2021 : 41e
- 2022 : 71e
- 2023 : 39e
- 2024 : 70e
- 2025 : 63e

#### Tour de France
2 participations
- 2023 : 90e
- 2024 : 69e

#### Tour d'Espagne
1 participation :
- 2025 : abandon (7e étape)

### Classements mondiaux
| Année                                 | 2014 | 2015 | 2016 | 2017 | 2018 | 2019 | 2020 | 2021 | 2022 | 2023 | 2024 |
| ------------------------------------- | ---- | ---- | ---- | ---- | ---- | ---- | ---- | ---- | ---- | ---- | ---- |
| Classement UCI                        | 234e | 471e | 56e  | 38e  | 48e  | 87e  | 18e  | 57e  | 132e | 368e | 147e |
| UCI World Tour                        |      |      | 70e  | 27e  | 52e  | 56e  | 12e  | 46e  | 94e  | 167e | 86e  |
|                                       |      |      |      |      |      |      |      |      |      |      |      |
| Légende : nc = non classéSource : UCI |      |      |      |      |      |      |      |      |      |      |      |